# 코닉세그 CC
코닉세그 CC(스웨덴어: Koenigsegg CC)는 코닉세그의 스포츠카로 1994년에 최초로 생산된 차량이다.

## 개요

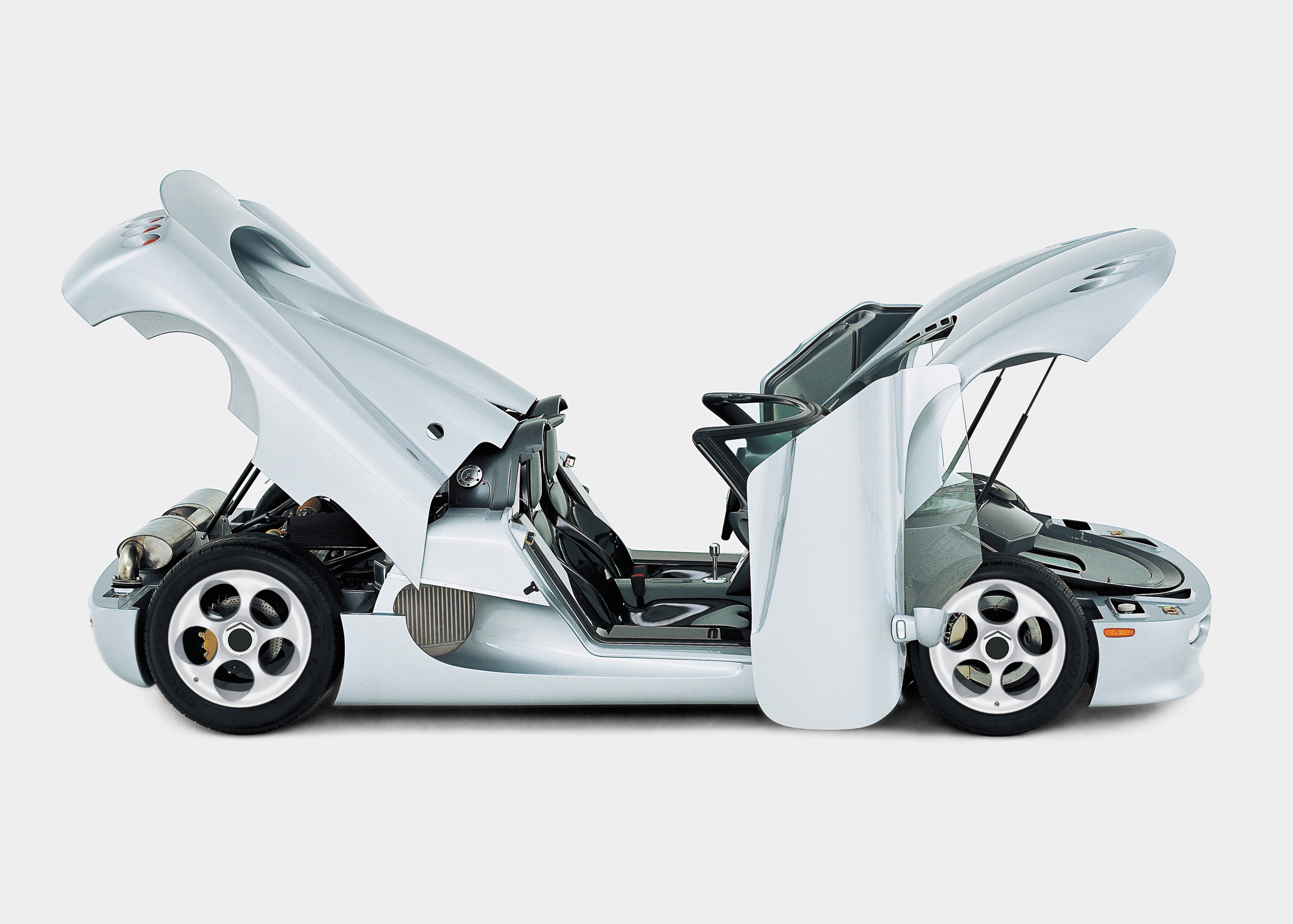
코닉세그 CC 프로토 타입

1994년에 코닉세그의 설립과 동시에 자동차 생산을 시작하면서 1997년에 맥라렌 오토모티브의 맥라렌 F1이 기록한 시속 386km/h보다 더 빠른 스포츠카를 제작하기 위해 제작된 차량이다. 디자인의 경우 페라리 F40, 맥라렌 F1 모델을 기반으로 제작된 차량이다. 2000년에 유럽 차량 규걱에 대응하기 위해 코닉세그 CC8S 제작을 시작했으며 2002년에 출시된 코닉세그 CC8S의 경우 코닉세그 최초로 상용화된 스포츠카이다.